# Slaget om Singapore
Slaget om Singapore blev udkæmpet i Sydøstasien under 2. verdenskrig, da Kejserriget Japan invaderede de Allieredes fæstning i Singapore. Singapore var den største britiske militærbase i Fjernøsten og fik tilnavnet "Østens Gibraltar". Kampene i Singapore varede fra den 8. til den 15. februar 1942.
Det resulterede i Singapores fald til japanerne og den største overgivelse af britisk-ledede tropper i historien. Omkring 80.000 britiske, australske og indiske soldater blev krigsfanger, og sluttede sig til de 50.000 der var taget til fange af japanerne i den malajiske kampagne. Storbritanniens premierminister Winston Churchill kaldte det forsmædelige fald af Singapore til japanerne den "værste katastrofe" og "største kapitulation" i britisk historie.

## Baggrund
Japan valgte at invadere Malaya, fordi de havde brug for de værdifulde naturressourcer i Malaya, som kunne gøres nyttige i Stillehavskrigen mod de Allierede, pga. handelssanktionerne, der var udstedt af de Allierede (som et svar på japanernes invasion af Kina). Singapore var forbundet til Malaya via Johor-Singapore Causeway. Japanerne så dette som en port, der kunne bruges som et afsæt mod andre allierede interesser i området.
Japanerne ville også fjerne de kræfter i Singapore, der støttede Kina i den 2. kinesisk-japanske krig. De etniske hankinesere i Malaysia og Singapore havde gennem finansielle og økonomiske midler støttet kineserne i deres forsvar mod japanerne. Støtten blev ramt af splittelse, fordi midlerne blev fordelt mellem de stridende parter i den igangværende kinesiske borgerkrig. På trods af Xi'an-episoden, der angiveligt havde forenet både det regerende Kuomintang-parti og Kinas kommunistiske parti mod japanerne, var kampe mellem dem stadig almindelige. Midlerne blev yderligere opdelt, da noget blev brugt til humanitær nødhjælp til den kinesiske civilbefolkning ud over støtten til Kuomintang og det kommunistiske parti. En sådan støtte havde bidraget til forsinkelsen af den japanske fremrykning i Kina. Tan Kah Kee var en fremtrædende filantrop i Singapores kinesiske samfund, og var en stor finansiel bidragyder med mange hjælpeaktioner organiseret i hans navn. Støtte til Kina fra befolkningen i Singapore i dens forskellige former blev en del af Kejserriget Japans casus belli motivation til at angribe Singapore gennem Malaya.

## Invasionen af Malaya
Den japanske 25. armé invaderede Malaya fra Fransk Indokina og rykkede ind i det nordlige Malaysia og Thailand ved amfibieangreb den 8. december 1941. Det var næsten samtidig med det japanske angreb på Pearl Harbor, der skulle forhindre USA i at gå ind i krigen. Japanske tropper i Thailand tvang den thailandske regering til at lade japanerne bruge thailandske militærbaser til invasionen af andre lande i Sydøstasien og gik derefter over den thailandsk-malayiske grænse for at angribe Malaya. På dette tidspunkt begyndte japanerne at foretage strategiske bombninger af Singapore, selv om luftværnsild holdt de fleste af de japanske bombefly fra totalt at ødelægge kolonien, så længe der var ammunition nok.
Den japanske hær mødte modstand i det nordlige Malaya af III Corps fra den indiske hær, og flere bataljoner fra den britiske hær. Selv om 25. armé var i undertal mod de allierede styrker i Malaya og Singapore, koncentrerede de japanske ledere deres styrker. Japanerne var overlegne i tæt luftstøtte, kampvogne, koordination, taktik og erfaring. Desuden blev britiske styrker gentagne gange udsat for bagholdsangreb, fordi de troede – trods gentagne flankerende angreb af japanerne – at den malayiske jungle var ufremkommelig. Junglen var efterhånden omdannet til fremkommelige gummiplantager. Den kejserlige japanske hærs luftvåben var mere talrig og bedre trænet end deres modstandere, der kun havde fået tildelt uøvede piloter og ringe allieret udstyr til Malaya, Borneo og Singapore. Japanernes overlegne jagerfly, især Mitsubishi A6M Zero, hjalp japanerne med at få luftherredømmet. De Allierede havde ingen kampvogne, kun nogle få pansrede køretøjer, som satte dem i en alvorlig underlegenhed.
Slagskibet HMS Prince of Wales og HMS Repulse og fire destroyere (Force Z) nåede Malaya, før japanerne begyndte deres luftangreb. Denne styrke blev anset for at være afskrækkende for japanerne. Men japanske fly, sænkede de store skibe og efterlod den malayiske østkyst ubeskyttet, og tillod japanerne at fortsætte deres amfibielandgange.
Japanske styrker isolerede, omringede og tvang indiske enheder, der forsvarede kysten, til at overgive sig hurtigt. De rykkede ned ad Malayahalvøen og overvældede forsvarerne på trods af numerisk underlegenhed. De japanske styrker brugte også cykelinfanteri og lette kampvogne, der tillod hurtig fremrykning gennem "junglen".
Selv om flere allierede enheder, heriblandt nogle fra den australske 8th Division, sluttede sig til kampagnen, forhindrede japanerne de allierede styrker i at omgruppere. De japanske styrker indtog byer og rykkede frem mod Singapore. Byen var central for driften af American-British-Dutch-Australian Command (ABDACOM), den første allierede fælleskommando i 2. verdenskrig. Singapore kontrollerede også den vigtige sejlrute mellem det Indiske Ocean og Stillehavet.
Den 31. januar forlod de sidste allierede styrker Malaya, og allierede ingeniørtropper sprængte Johor Causeway-broen, der forbandt Johor og Singapore. Japanske agenter – mange forklædt som singaporeanske civile – krydsede Johorstrædet i oppustelige gummibåde kort tid efter.

## Forberedelserne
I ugerne forud for invasionen led de allierede styrker under en ødelæggende uenighed blandt de øverste chefer, samt pres fra den australske premierminister, Robert Menzies. Generalløjtnant Arthur Percival, chef for garnisonen, havde 85.000 soldater, svarende, på papiret, til lidt over fire divisioner. Der var omkring 70.000 soldater i felten fordelt på 38 infanteribataljoner – 13 britiske, 6 australske, 17 indiske og 2 malayiske – og 3 maskingeværbataljoner. Den nyankomne britiske 18. infanteridivision under generalmajor Merton Beckwith-Smith var ved fuld styrke, men manglede erfaring og relevant træning, de fleste af de øvrige enheder var underbemandede. Et par var lagt sammen på grund af store tab som følge af kampagnen på fastlandet. De lokale bataljoner havde ingen erfaring og i nogle tilfælde ingen træning.
Percival gav generalmajor Gordon Bennetts to brigader fra den australske australske 8th Division ansvaret for den vestlige del af Singapore, herunder de vigtigste invasionspunkter på den nordvestlige del af øen. Her var mest mangrovesump og jungle, delt af floder og åer. I hjertet af det "vestlige område" var RAF Tengah, Singapores største flyveplads på det tidspunkt. Den australske 22nd Brigade blev tildelt en 16 km bred sektor i vest, og den 27th Brigade havde ansvaret for en 3.650 m zone lige vest for Causeway. Infanteriets stillinger blev forstærket af den nyligt ankomne australske 2/4th Machine-Gun Battalion. Også under Bennetts kommando blev den indiske 44th Infantry Brigade tildelt.
Det indiske 3. korps under generalløjtnant Sir Lewis Heath, herunder den indiske 11. infanteridivision (generalmajor B. W. Key), den britiske 18th Division og 15. infanteridivision, blev tildelt den nordøstlige sektor, der blev kendt som "Northern Area". Det omfattede flådebasen ved Sembawang. "Southern Area", herunder de største byområder i den sydøstlige del, var under kommando af generalmajor Frank Keith Simmons. Hans styrker bestod af omkring 18 bataljoner, herunder den malayiske 1. infanteribrigade, Straits Settlements Volunteer Force-brigaden og den indiske 11. infanteribrigade.
Fra rekognosceringsfly, spejdere, spioner og højdedragene på den anden side af strædet, herunder Sultanen af Johors palads, fik general Tomoyuki Yamashita og hans stab indgående kendskab til de allierede stillinger. Fra den 3. februar blev de Allierede angrebet af japansk artilleri.
Japanske luftangreb på Singapore blev intensiveret over de næste fem dage. Luft- og artilleribombardementer forstyrrede alvorligt kommunikationen mellem allierede enheder og deres ledere og påvirkede forberedelserne til forsvaret af øen.
Singapores berømte store-kaliber kystkanoner – som inkluderede et batteri af tre 15-tommer (381 mm) kanoner og en med to 15-tommer (381 mm) kanoner – blev for det meste forsynet med panserbrydende (AP) granater og få højeksplosive (HE) granater. AP-granaterne var designet til at trænge ind i skroget på svært pansrede krigsskibe og var ineffektive mod landtropper. Det siges ofte, at kanonerne ikke kunne skyde på de japanske styrker, fordi de var blevet konstrueret til at vende mod syd, men det var ikke tilfældet, selvom manglen på HE-ammunition var en fejl af samme slags og muligvis på grund af den overbevisning, at en invaderende hær ikke kunne komme fra nord. Selvom de var placeret for at skyde på fjendtlige skibe mod syd, kunne de fleste af kanonerne dreje mod nord, og de åbnede ild på angriberne. Militære analytikere anslog senere, at hvis kanonerne havde været velforsynet med HE-granater, ville de japanske angribere have lidt store tab, men invasionen ville ikke have været forhindret af den grund.
Yamashita havde lidt over 30.000 mand fra tre divisioner: Den Kejserlige garde under generalløjtnant Takuma Nishimura, den 5. division under generalløjtnant Takuro Matsui og den 18. division under generalløjtnant Renya Mutaguchi. Eliteenheder fra de kejserlige gardeenheder inkluderede en let kampvognsbrigade.

## Japansk landgang
Sprængningen af broen forsinkede det japanske angreb i over en uge. Klokken 20:30 den 8. februar åbnede australske maskingeværskytter ild mod fartøjer, der transporterede den første bølge af 4.000 soldater fra det 5. og 18. division til Singaporeøen. Japanerne angreb Sarimbun Beach, i den sektor, der var kontrolleret af den australske 22nd Brigade under brigadegeneral Harold Taylor.
Voldsomme kampe rasede hele dagen, men i sidste ende betød de voksende japanske styrker – og overlegenhed i artilleri, fly og militære efterretninger – at de fik overtaget. I den nordvestlige del af øen udnyttede de hullerne i de tyndt bemandede, allierede linjer. Ved midnat havde de to australske brigader mistet kontakten med hinanden, og 22nd Brigade blev tvunget til at trække sig tilbage. Omkring kl. 1 gik yderligere japanske styrker i land på den nordvestlige del af øen, og de sidste australske reserver gik ind i kampen. Mod daggry den 9. februar blev dele af 22nd Brigade løbet over ende eller omringet, og 2/18th Australian Infantry Battalion havde mistet mere end halvdelen styrken.

## Luftkrigen
Den britiske luftstøtte blev leveret af kun ti Hawker Hurricane-jagerfly fra Royal Air Force No. 232 Squadron, som havde base på Kallang Airfield. Dette skyldtes, at Tengah, Seletar og Sembawang var inden for rækkevidde af japansk artilleri ved Johore Bahru. Kallang Airfield var den eneste operative flyveplads tilbage. De overlevende eskadriller blev trukket tilbage i januar for at styrke Hollandsk Ostindien.
Denne jagerflystyrke klarede sig dog særdeles godt, men var i undertal og blev ofte udkonkurreret af de japanske A6M Zero – og led alvorlige tab, både i luften og på jorden i løbet af februar.
Den 8. december blev Singapore udsat for et luftbombardement for første gang af langtrækkende japanske fly, såsom Mitsubishi G3M Nell og Mitsubishi G4M Betty, der havde base i det japansk-besatte Indokina. Efter dette første raid ophørte de japanske bombninger resten af december og blev først genoptaget den 1. januar 1942.
I løbet af december blev 51 Hurricane Mk II-jagere sendt til Singapore med 24 piloter samlet i fem eskadriller. De ankom den 3. januar 1942, på et tidspunkt hvor Buffalo-eskadrillerne var blevet overvældet. No. 232 Squadron blev dannet, og No. 488 Squadron RNZAF, en Buffalo-eskadrille konverteret til Hurricanes. 232 Squadron blev operativ den 20. januar og nedskød tre Ki-43S den dag, med tabet af tre Hurricanes. Men ligesom Buffalos før dem begyndte Hurricanes at lide alvorlige tab i de intense luftkampe.
I perioden 27. januar – 30. januar, ankom yderligere 48 Hurricanes (Mk IIA) med No. 226 Group (fire eskadriller) på hangarskibet HMS Indomitable, hvorfra de fløj til lufthavne med kodenavne P1 og P2, tæt Palembang, Sumatra i Hollandsk Ostindien. De forskudte ankomster af Hurricanes sammen med utilstrækkelige varslingssystemer betød, at japanerne var i stand til at bombe en stor del af Hurricanes på jorden i Sumatra og Singapore.
Om morgenen den 8. februar fandt en række dueller sted over Sarimbun Beach og andre vestlige områder. I det første møde scramblede de sidste ti Hurricanes fra Kallang Airfield for at imodgå en japansk formation af omkring 84 fly, der fløj fra Johor for at give luftstøtte til deres invasionsstyrke. I to angreb skød Hurricanes seks japanske fly ned for selv at miste én. De fløj tilbage til Kallang halvt inde i kampen for at tanke op og vende tilbage til kampen.
Luftslaget gik på over øen resten af dagen, og ved mørkets frembrud var det klart, at med de få fly, Percival havde tilbage, kunne Kallang ikke længere benyttes som base. Med sin godkendelse blev de resterende Hurricanes trukket tilbage til Palembang, Sumatra, og Kallang blev blot en fremskudt landingsplads. Ingen allierede fly blev set igen over Singapore, og japanerne havde fuld kontrol over luftrummet.
Om aftenen den 10. februar beordrede general Archibald Wavell, at alt resterende allieret flypersonel skulle trækkes tilbage til Hollandsk Ostindien. På dette tidspunkt var Kallang Airfield så fyldt med bombekratere, at den ikke længere var brugbar.

## Anden dag
Efter at have antaget, at yderligere landgange ville forekomme i nordøst, valgte Percival ikke at forstærke den 22. brigade. Den 9. februar gik japanerne i land i sydvest, hvor de stødte på 44th Indian Infantry Brigade. Allierede enheder blev tvunget til at trække sig længere mod øst. Bennett besluttede at danne en sekundær defensiv linje, der er kendt som "Jurong Line", omkring Bulim, øst for Tengah Airfield og lige nord for Jurong.
Brigadegeneral Duncan Maxwells australske 27. brigade mod nord mødte ikke japanske angreb, før den Kejserlige garde gik i land kl. 22:00 d. 9. februar. Denne operation gik meget dårligt for japanerne, der led store tab til australske mortérer og maskingeværer, og til afbrænding af olie, som var blevet skyllet ud i vandet. Et lille antal gardere nåede kysten og opretholdt et svagt brohoved.
Føringsproblemer skabte yderligere revner i de Allieredes forsvar. Maxwell var klar over, at den 22. brigade var under stigende pres, men var ude af stand til at kontakte Taylor og var på vagt over for omringning. På trods af sin brigades succes – og i strid med ordrer fra Bennett – beordrede Maxwell den til at trække sig fra Kranji i det centrale nord. De Allierede mistede dermed kontrollen over strandene, der stødte op mod vestsiden af Causeway.

## Japansk gennembrud
Åbningen ved Kranji gjorde det muligt for panserstyrker fra den Kejserlige garde at gå i land dér uden modstand. Kampvogne med flydeudstyr blev slæbt tværs over strædet og rykkede hurtigt mod syd langs Woodlands Road. Dette tillod Yamashita at undgå den 22. brigade på Jurong Line og den 11. indiske division på flådebasen. Men det lykkedes ikke for den Kejserlige garde at gribe chancen til at rykke ind i byens centrum.
Om aftenen den 10. februar telegraferede den britiske premierminister Winston Churchill til Wavell:
| Citat | Jeg synes, De skulle indse, hvordan vi ser på situationen iSingapore. Det er oplyst til staben af C.I.G.S. [Chef for Imperiets generalstab, general Alan Brooke], at Percival har over 100.000 [sic] mænd, hvoraf 33.000 er britiske og 17.000 australske. Det er tvivlsomt, om japanerne har så mange på hele den malayiske halvø... Under disse omstændigheder overgår forsvarerne de japanske styrker, som har krydset stræderne, og i et udkæmpet slag skal De nedkæmpe dem. Der skal på dette tidspunkt ikke tænkes på at redde tropper eller skåne befolkningen. Dette slag skal kæmpes til den bitre ende for enhver pris. Den 18. division har en chance for at gøre sit navn kendt i historien. Anførere og højtstående officerer bør dø med deres tropper. Det britiske imperium og den britiske hærs ære er på spil. Jeg stoler på Dem i ikke at udvise nogen form for svaghed. Med russerne der kæmper som de gør, og amerikanerne der er så stædigt holder Luzon, er hele vores lands omdømme og vores race involveret. Det forventes, at hver enhed vil blive bragt i tæt kontakt med fjenden, og kæmpe ... | Citat |
|       | |       |

Wavell fortalte efterfølgende Percival, at landstyrkerne ville kæmpe til enden, og at der ikke bør ske en generel overgivelse i Singapore.
Den 11. februar, vel vidende at de japanske forsyninger var faretruende små, besluttede Yamashita at bluffe, og opfordrede Percival til at "opgive denne meningsløse og desperate modstand". På dette tidspunkt var den 22. brigades kampstyrke – der havde mødt hovedparten af det japanske angreb – blevet reduceret til nogle få hundrede mænd. Japanerne havde erobret Bukit Timah-området, herunder det meste af de Allieredes ammunition og brændstof samt kontrollen over den vigtigste vandforsyning.
Den næste dag blev de allierede linjer stabiliseret omkring et lille område på den sydøstlige del af øen og det lykkedes dem at stoppe flere japanske angreb. Andre enheder, herunder 1st Malaya Infantry Brigade, havde sluttet sig til. En malaysisk deling, ledet af løjtnant Adnan bin Saidi, holdt japanerne i to dage i slaget ved Pasir Panjang. Hans enhed forsvarede Bukit Chandu, et område der omfattede et stor allieret ammunitionsdepot. Adnan blev henrettet af japanerne, efter hans enhed blev løbet over ende.
Den 13. februar, mens de Allierede stadig tabte terræn, rådede højtstående officerer Percival til at overgive sig for at minimere de civile tab. Percival afviste, men uden held anmodede han om tilladelse til at overgive sig fra sine overordnede.
Den samme dag henrettede militærpoliti en dømt britisk forræder, kaptajn Patrick Heenan, som havde været forbindelsesofficer til den indiske hær. Den japanske militære efterretningstjeneste havde rekrutteret Heenan før krigen, og han havde brugt en radio til at hjælpe dem med at angribe allierede flyvepladser i det nordlige Malaya. Han var blevet arresteret den 10. december og sat for en krigsret i januar. Heenan blev skudt på Keppel Harbour, på den sydlige side af Singapore, og hans lig blev derefter kastet i havet.
Den efterfølgende dag kæmpede de resterende allierede enheder videre, mens de civile tab steg, da en million mennesker fyldte områderne der stadig var under allieret kontrol. Samtidig intensiveredes artilleri- og luftbombardementerne. Civile myndigheder begyndte at frygte, at vandforsyningen ville slippe op.

## Alexandra Hospital-massakren
Omkring kl. 13:00 den 14. februar rykkede japanske soldater frem i retning af Alexandra Barracks Hospital. En britisk løjtnant, der fungerede som en parlamentær med et hvidt flag, henvendte sig til de japanske styrker, men blev stukket ihjel med bajonetter. Efter japanske tropper gik ind på hospitalet, blev en række patienter, herunder dem, der gennemgik operationer på det tidspunkt, dræbt sammen med læger og sygeplejersker. Den følgende dag blev omkring 200 mandlige ansatte og patienter, som havde været samlet og bundet den foregående dag, mange af dem sårede, beordret til at gå omkring 400 meter til et industriområde. Enhver, der faldt på vejen blev dræbt af bajonetter. Mændene blev tvunget ind i en serie af små, dårligt ventilerede rum og blev lukket inde natten over uden vand. Nogle døde i løbet af natten som følge af denne behandling. Resten blev dræbt med bajonetter den efterfølgende morgen.
Menig Haines fra Wiltshire Regiment havde været på hospitalet pga. malaria. Om massakren skrev han en fire-siders dagbog, som blev solgt af hans datter ved en privat auktion i 2008. Menig Haines beskrev, hvordan japanerne ikke mente, at dem, der var svage, sårede eller som havde overgivet sig, var værdige til at leve. Efter at have overgivet sig blev personalet beordret til at gå ned ad en korridor, hvor sergent Rogers blev stukket med bajonetter to gange i ryggen, og en anden officer, kaptajn Parkinson, blev stukket med bajonetter gennem halsen. Andre dræbte omfattede kaptajn Heevers og menig Lewis. Kaptajn Smiley og menig Sutton blev stukket med bajonetter, men overlevede ved at spille døde. Mange, der ikke var blevet fanget i det lille rum i industriområdet, blev systematisk taget væk i små grupper og stukket ihjel med bajonetter eller fik hugget hovedet af. Dette fortsatte i 24 timer og efterlod 320 mænd og én kvinde død. Dem, der mistede livet, var blandt andet en korporal fra Loyal Regiment, som blev spiddet på operationsbordet og endda en japansk fange, der måske blev forvekslet med en Gurkha.
Der var kun fem kendte overlevende, herunder George Britton (1922-2009) fra East Surrey Regiment, og menig Haines, også Hugo Hughes, som mistede sit højre ben, og George Wort, der mistede en arm, begge fra det Malaysiske regiment. Der kan have været andre. Menig Haines' dagbog kom først ud i verden efter hans død. De overlevende var så traumatiserede, at de sjældent talte om deres oplevelser.
Efter 3 dage uden mad eller drikke blev dem, der ikke kunne gå, taget til Changi på trillebøre og vogne, da der ikke var motor-køretøjer til rådighed.
Alexandra Hospital var også kendt som British Military Hospital, Singapore (Det Britiske Militærhospital, Singapore) under krigen.

## Singapores fald
Om morgenen på det kinesiske nytår, den 15. februar, havde japanerne brudt igennem den sidste forsvarslinje og de Allierede var ved at løbe tør for mad og ammunition. Antiluftskytskanoner var også løbet tør for ammunition og var ude af stand til at slå yderligere japanske luftangreb tilbage, der truede med at forvolde store tab i byens centrum. Plyndring og deserteringer af allierede tropper førte til yderligere kaos i byens centrum.
Kl. 9:30, afholdte Percival en konference på Fort Canning med sine underordnede officerer. Percival foreslog to valgmuligheder. Enten at starte et modangreb med det samme for at genvinde reservoirer og militærets maddepoter i Bukit Timah-regionen og fordrive fjendens artilleri fra højderne uden for byen, eller at kapitulere. Alle de tilstedeværende var enige om, at et modangreb ikke var muligt. Percival valgte overgivelse.
En delegation blev valgt til at gå til det japanske hovedkvarter. Den bestod af en ledende stabsofficer, kolonisekretæren og en tolk. De tog af sted i en bil med et Union Jack og et hvidt flag mod fjendens linjer for at drøfte en indstilling af fjendtlighederne. Delegationen vendte tilbage med ordrer, om at Percival, sammen med sine stabsofficerer, skulle tage til Ford Motor Factory, hvor general Yamashita ville fastsætte betingelserne for overgivelse. Et yderligere krav var, at det japanske Opgående sol-flag skulle hejses over den højeste bygning i Singapore, Cathay Building, så hurtigt som muligt for at maksimere de psykologiske konsekvenser af den officielle overgivelse. Percival overgav sig formelt kort efter kl. 17:15.
Betingelserne for overgivelsen omfattede:
- Den betingelsesløse overgivelse af alle militære styrker (hær, flåde og luftvåben) i Singapore.
- Fjendtlighederne skulle ophøre kl. 20:30 samme aften.
- Alle tropper skulle blive hvor de var, indtil yderligere ordrer.
- Alle våben, militært udstyr, skibe, fly og hemmelige dokumenter, skulles overgives intakt.
- For at undgå plyndringer osv. under den midlertidige tilbagetrækning af alle væbnede styrker i Singapore, skulle en styrke på 1.000 britiske soldater blive indtil de blev afløst af japanerne.

Tidligere på dagen havde Percival udstedt ordrer om at før kl. 16:00 skulle alt hemmeligt og teknisk udstyr, koder, hemmelige dokumenter og tunge kanoner ødelægges. Yamashita accepterede hans forsikring om, at ingen skibe eller fly var tilbage i Singapore. Ifølge Dōmei Tsushin accepterede Yamashita også det fulde ansvar for de britiske og australske soldaters liv, samt de resterende britiske civile i Singapore.
Bennett, sammen med nogle af hans stabsofficerer, forårsagede polemik, da han overlod kommandoen over den 8. division til en brigadegeneral og beslaglagde en lille båd. De nåede i sidste ende tilbage til Australien.

## Efterspil
Den japanske besættelse af Singapore var begyndt. Byen blev omdøbt Syonan-to (japansk: 昭南島 Shōnan-tō, bogstaveligt Sydens lys). Japanerne søgte hævn mod kinesere og fjernede alle, der havde anti-japanske følelser. Kejserlige myndigheder blev mistænksomme over for kinesere på grund af den 2. kinesisk-japanske krig, og dræbte mange i Sook Ching-massakren. De øvrige etniske grupper i Singapore, såsom malajere og indere var ikke sparet. Beboerne led under de hårde forhold under det japanske styre igennem de følgende tre og et halvt år.
Mange af de britiske og australske soldater, der var taget til fange, forblev i Singapores Changi Prison. Mange ville aldrig vende hjem. Tusinder af andre blev sejlet med fangetransporter kendt som "hellships" (helvedesskibe) til andre dele af Asien, herunder Japan, hvor de skulle bruges som tvangsarbejdere på projekter såsom Thailand-Burma Dødens jernbane og Sandakan flyvepladsen i Nordborneo. Mange af dem om bord på skibene omkom.
Japanerne havde stor succes med at rekruttere indiske soldater taget til fange. Fra i alt 40.000 indiske tropper i Singapore i februar 1942, sluttede omkring 30.000 til den pro-japanske "Indian National Army", som kæmpede mod de allierede styrker i Felttoget i Burma. Andre blev lejrvagter ved Changi. Men mange indiske soldater gjorde modstand mod rekruttering og forblev krigsfanger. Et ukendt antal blev taget til japansk-besatte områder i det sydlige Stillehav til tvangsarbejdskraft. Mange af dem led under hård brutalitet svarende til det, andre fanger i Japan oplevede. Omkring 6.000 af dem overlevede, indtil de blev befriet af australske og amerikanske styrker, i 1943-45.
Efter Japans overgivelse i 1945 blev Yamashita dømt af et amerikansk militærtribunat for krigsforbrydelser begået af japanske soldater i Filippinerne tidligere på året, men ikke for forbrydelser begået af hans tropper i Malaya eller Singapore. Han blev dømt og hængt i Filippinerne den 23. februar 1946.